# 폴립

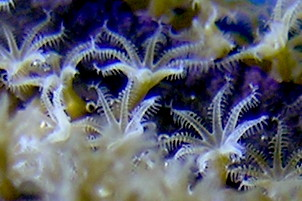
산호 폴립

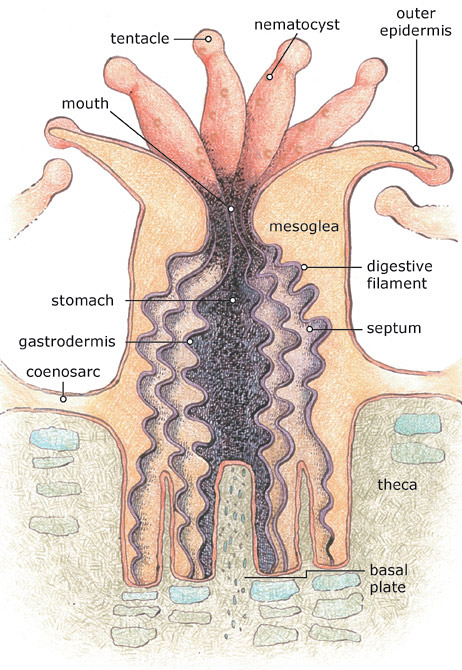
산호 폴립 해부도

폴립(영어: Polyp)은 해파리·관해파리·산호 등과 같은 자포동물에서 관찰할 수 있는 형태이다.

## 같이 보기
- 작은부레관해파리